# Kap Timblón
Das Kap Timblón ist ein markantes Felsenkap am nördlichen Ende von Snow Island im Archipel der Südlichen Shetlandinseln. Es markiert die westliche Begrenzung der nördlichen Einfahrt in die Morton Strait.
Benannt ist es vermutlich nach Carlos Timblón, Kapitän des argentinischen Robbenfängers San Juan Nepomuceno, der in der Saison 1819 bis 1820 als erstes Schiff die Südlichen Shetlandinseln zur Robbenjagd anlief.